# ستيفن تان
ستيفن تان (28 ديسمبر 1970 - ) هو مدرب كرة قدم ولاعب كرة قدم سنغافوري في مركز الهجوم.

## وصلات خارجية
- ستيفن تان على موقع ناشيونال فوتبول تيمز (الإنجليزية)